# Nižný Žipov
Nižný Žipov (bis 1948 slowakisch „Uhorský Žipov“; ungarisch Magyarizsép) ist eine Gemeinde im Osten der Slowakei mit 1496 Einwohnern (Stand 31. Dezember 2024), die zum Okres Trebišov, einem Kreis des Košický kraj, gehört. Sie ist Teil der traditionellen Landschaft Zemplín.

## Geographie
Die Gemeinde befindet sich im südwestlichen Teil des Ostslowakischen Tieflands am rechten Ufer des Bachs Chlmec (Flusssystem Ondava). Das Ortszentrum liegt auf einer Höhe von 126 m n.m. und ist 15 Kilometer von Trebišov sowie 44 Kilometer von Košice entfernt.
Nachbargemeinden sind Čeľovce im Norden, Úpor im Osten, Stanča und Lastovce im Süden und Kuzmice im Westen.
Das Pendant ist das etwa 55 Kilometer entfernte Vyšný Žipov im Okres Vranov nad Topľou.

## Geschichte
Nahe dem heutigen Ort gab es im 8. und 9. Jahrhundert eine slawische Siedlung.
Während seiner ganzen dokumentierten Geschichte bis zum Vertrag von Trianon am 4. Juni 1920 war der Ort Teil des Königreichs Ungarn.
Der Ort selbst wurde zum ersten Mal 1221 als Isepu schriftlich erwähnt; andere alte Namen sind Isyp (1287), Isopov (1321), Iseph (1329), Žipow (1773) und das bis 1920 offizielle (Magyar-)Izsép. Anfangs gehörte das Dorf dem ungarischen Adelsgeschlecht derer von Isép, Isépy, nach 1405 auch den ungarischen Geschlechtern Cseley und Doby. 1715 gab es 14 bewohnte und 14 verlassene Häuser. Die Isépy-Familie besaß im 18./19. Jhd. zwei Herrenhäuser im Ort. 1787 zählte man 109 Häuser und 852 Einwohner und 1828 210 Einwohner und 1546 Einwohner, die in der Landwirtschaft beschäftigt waren. 1797 gehört der Großteil des Waldbesitzes  den Familien der Isépy, Szendrey, Balog und Gráf Johannes Gobert Aspermont. Viele Einwohner nahmen am ostslowakischen Bauernaufstand von 1831 teil. Im Jahr 1862 brannte beinahe der ganze Ort nieder.
Am Anfang des 20. Jahrhunderts besaß das ungarische Adelsgeschlecht Széchényi Güter im Ort. Einige der Gräber der Isépy-Familie aus dem 19. Jh. sind im Evangelischen Friedhof des Ortes erhalten geblieben.
Bis 1918/1919 gehörte der im Komitat Semplin liegende Ort zum Königreich Ungarn und kam danach zur Tschechoslowakei beziehungsweise heute Slowakei.

## Bevölkerung
| Jahr                | 1994 | 2004     | 2014     | 2024    |
| ------------------- | ---- | -------- | -------- | ------- |
| Anzahl der Personen | 1193 | 1350     | 1503     | 1496    |
| Unterschied         |      | +13,16 % | +11,33 % | −0,46 % |

| Jahr                | 2023 | 2024    |
| ------------------- | ---- | ------- |
| Anzahl der Personen | 1477 | 1496    |
| Unterschied         |      | +1,28 % |

Nach der Volkszählung 2011 wohnten in Nižný Žipov 1447 Einwohner, davon 1226 Slowaken, 20 Roma, vier Magyaren, zwei Tschechen und Ukrainer. 188 Einwohner machten diesbezüglich keine Angabe. 905 Einwohner bekannten sich zur römisch-katholischen Kirche, 247 Einwohner zur griechisch-katholischen Kirche, 56 Einwohner zur reformierten Kirche, neun Einwohner zu den Zeugen Jehovas, sechs Einwohner zur evangelischen Kirche A. B. und fünf Einwohner zur orthodoxen Kirche. Acht Einwohner waren konfessionslos und bei 211 Einwohnern wurde die Konfession nicht ermittelt.

## Sehenswürdigkeiten
- griechisch-katholische Maria-Schutz-Kirche im spätbarocken Stil aus dem Jahr 1793
- reformierte Kirche im klassizistischen Stil aus dem Jahr 1811
- römisch-katholische Kreuzerhöhungskirche im neobarocken Stil aus dem Jahr 1911